# طب شعبي

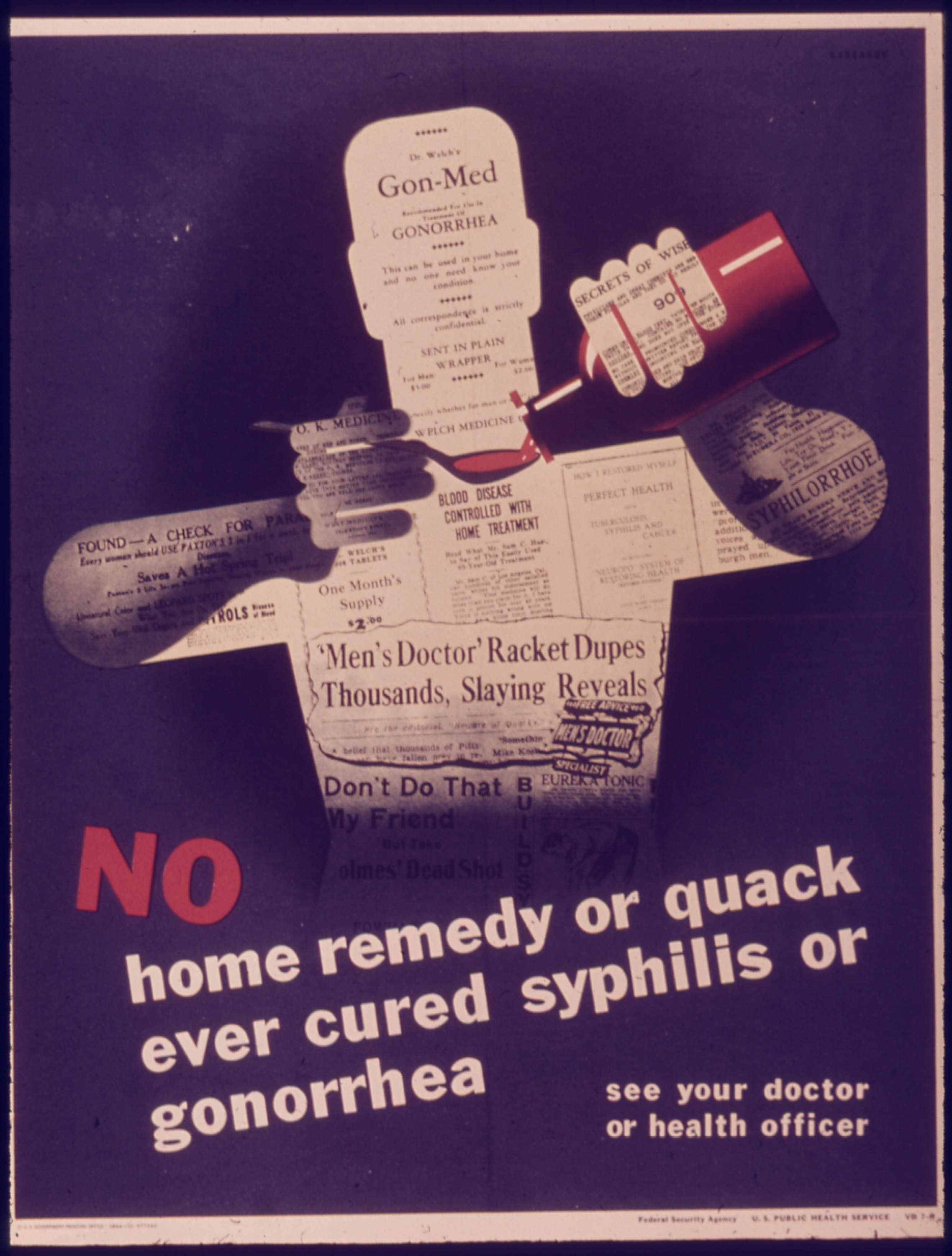

يشير مصطلح الطب التقليدي (الشعبي) إلى مجموعة من المعارف والمهارات والممارسات القائمة على النظريات والمعتقدات والخبرات الأصيلة التي تمتلكها مختلف الثقافات والتي تُستخدم للحفاظ على الصحة والوقاية من الأمراض الجسدية والنفسية أو تشخيصها أو علاجها أو تحسين أحوال المصابين بها. وعادة ما تكون مهارات الطب متعلقة بتاريخ المرض فيها . ويشمل الطب التقليدي (الشعبي) طائفة واسعة من المعالجات والممارسات التي قد تختلف باختلاف البلدان والمناطق. ويُشار إلى هذا الطب، في بعض البلدان، بمصطلح «الطب البديل» أو «الطب التكميلي».
والطب التقليدي (الشعبي) معروف منذ آلاف السنين وأسهم ممارسوه بقسط وافر في تحسين الصحة البشرية، ولاسيما مقدمو خدمات الرعاية الأوّلية على الصعيد المجتمعي. والجدير بالذكر أنّ هذا الطب احتفظ بشعبيته في جميع أنحاء العالم. وتشهد كثير من البلدان المتقدمة والبلدان النامية زيادة في نسبة تعاطيه منذ التسعينات.

## مصطلحات وتعاريف الطب الشعبي
استُقيت المصطلحات التالية من الدلائل الإرشادية الخاصة بمنهجيات البحث والتقييم في مجال الطب التقليدي (الشعبي).

### الطب التقليدي (الشعبي)
الطب التقليدي (الشعبي) هو مجموعة المعارف والمهارات والممارسات القائمة على النظريات والمعتقدات والخبرات الأصيلة التي تمتلكها مختلف الثقافات والمجتمعات التي تُستخدم، سواء أمكن تفسيرها أو لا، للحفاظ على الصحة وأحيانًا للوقاية من بعض الأمراض الجسدية والنفسية أو تشخيصها أو علاجها أو تحسين أحوال المصابين بها.

### الطب التكميلي/البديل
يُشار إلى الطب التقليدي (الشعبي)، في بعض البلدان، بمصطلح «الطب البديل» أو «الطب التكميلي». ويشير هذان المصطلحان إلى مجموعة من ممارسات الرعاية الصحية التي لا تدخل ضمن تقاليد البلد ولا تندرج ضمن نظام الرعاية الصحية الرئيسي.

### الأدوية العشبية
يشمل مصطلح «الأدوية العشبية» الأعشاب والمواد العشبية والمستحضرات العشبية والمنتجات العشبية الجاهزة التي تحتوي على عناصر نباتية فاعلة أو على مواد أو تركيبات نباتية أخرى.
- الأعشاب: المواد النباتية الخام مثل الأوراق أو الزهور أو الفواكه أو البذور أو الجذوع أو الخشب أو اللحاء أو الجذور أو الجذامير أو الأجزاء النباتية الأخرى، التي قد تكون في شكل مكتمل أو مجزّأ أو مسحوق.
- المواد العشبية: تشمل هذه المواد، إضافة إلى الأعشاب، العصائر الطازجة وأشكال الصمغ والزيوت الثابتة والراتينجات والمساحيق العشبية الجافة. ويمكن إعداد هذه المواد، في بعض البلدان، باتباع إجراءات محلية مختلفة، مثل التبخير أو التحميص أو الطهي في الفرن بالعسل أو المشروبات الكحولية أو مواد أخرى.
- المستحضرات العشبية: تمثّل هذه المستحضرات الأساس الذي يقوم عليه إعداد المنتجات العشبية الجاهزة وقد تشمل المواد العشبية المفتّتة أو المسحوقة أو مشتقات المواد العشبية وصبغاتها وزيوتها الدهنية. وتُنتج هذه المستحضرات عن طريق الاستخلاص أو التجزيء أو التنقية أو التركيز أو غير ذلك من العمليات الفيزيائية أو البيولوجية. كما تشمل هذه المنتجات المستحضرات التي تُعد بنقع المواد العشبية في المشروبات الكحولية و/أو العسل أو مواد أخرى أو تسخينها مع خلطها بتلك المواد.
- المواد العشبية الجاهزة: تشمل هذه المواد المستحضرات العشبية المصنوعة من نبات واحد أو عدة نباتات. ويمكن أيضاً، في حالة استخدام أكثر من نبات واحد، استعمال مصطلح "منتج المزيج العشبي". وقد تحتوي المواد العشبية الجاهزة أو منتجات المزيج العشبي" على أسوغة بالإضافة إلى المكوّنات الفاعلة. غير أنّ المنتجات الجاهزة أو منتجات المزيج العشبي التي تُضاف إليها مواد فاعلة تُعرف تركيبتها الكيميائية، بما في ذلك المركبات الاصطناعية و/أو المكوّنات المعزولة من مواد عشبية، لا تُعتبر مواد عشبية.

### الاستخدام التقليدي للأدوية العشبية
يشير «الاستخدام التقليدي للأدوية» العشبية إلى استخدام تلك الأدوية على مدى التاريخ. وقد رسخ استخدام تلك الأدوية وهي تحظى الآن باعتراف واسع من حيث مأمونيتها ونجاعتها، وقد تحظى أيضاً بقبول السلطات الوطنية.

### النشاط العلاجي
يشير مصطلح «النشاط العلاجي» إلى النجاح في الوقاية من الأمراض الجسدية والنفسية أو تشخيصها أو علاجها أو تحسين أحوال المصابين بها؛ وإلى تغيير الحالة الجسدية أو النفسية بطريقة مفيدة.

### المكوّن الفاعل
يشير مصطلح «المكوّنات الفاعلة» إلى مكوّنات الأدوية العشبية ذات التأثير العلاجي. وينبغي مواءمة الأدوية العشبية التي تم فيها تحديد المكوّنات الفاعلة كي تحتوي على كميات محدّدة من تلك المكوّنات، وذلك في حال توافر الأساليب التحليلية المناسبة. ويمكن، إذا لم يتسن تحديد المكوّنات الفاعلة، اعتبار الدواء العشبي بأكمله مكوّناً فاعلاً.

## مأمونية الطب التقليدي (الشعبي)
يشمل الطب الشعبي العديد من الممارسات والأدوية المختلفة، وهو يتباين بتباين البلدان. وفي حين يبدو أن بعض الممارسات تعود بمنافع صحية، فإن الممارسات الأخرى تظل محل تساؤل.
وفي عام 2002، أطلقت منظمة الصحة العالمية إستراتيجية في مجال الطب الشعبي ترمي إلى مساعدة البلدان على استكشاف الإمكانات التي يتيحها ذلك الطب لصحة البشر وعافيتهم، وإلى الحد من المخاطر المحتملة الناجمة عن تعاطي الأدوية التي لم تثبت نجاعتها أو تعاطي الأدوية على نحو ضار، والنزول بتلك المخاطر إلى أدنى مستوى. والهدف الأساسي من تلك الاستراتيجية هو التشجيع على إجراء المزيد من البحوث في هذا المجال.
وهناك بعض القرائن العلمية تؤيّد، على ما يبدو، استخدام الطب الشعبي والطب التكميلي- مثل استخدام الوخز الإبري للتخلّص من الألم، وممارسة اليوغا للحد من أزمات الربو، وممارسة تقنيات التايتشي التي تساعد المسنين على التحكم في الخوف من السقوط. ولا توصي منظمة الصحة العالمية، حالياً، بتلك الممارسات ولكنّها تتعاون مع البلدان من أجل الترويج لنهج قائم على القرائن العلمية يمكّن من تناول المسائل المرتبطة بمأمونية تلك الممارسات وفعاليتها ونوعيتها.
وهناك، للأسف، أضرار يمكن أن تحدث، في بعض الحالات، جراء إساءة استعمال بعض الأعشاب الطبية المعينة. فنبات عنب البحر يُستخدم عادة في الصين لعلاج الاحتقان التنفسي المؤقت. وكان ذلك النبات يُسوّق في الولايات المتحدة الأمريكية كمادة تساعد على التخفيف من الوزن، غير أنّ استخدامه على المدى الطويل أدّى إلى وفاة ما لا يقل عن اثنتي عشرة نسمة، فضلاً عن حدوث أزمات قلبية وسكتات. أما في بلجيكا، فقد توجّب إجراء عمليات زرع أو غسل كلى على 70 شخصاً على الأقل جراء إصابتهم بتليّف خلالي في الكلى نتيجة تناولهم، خطأً، نباتاً من فصيلة الزراونديات للأغراض ذاتها.
ويمكن استخدام الأدوية الشعبية والبديلة، المأمونة والناجعة، كوسيلة لتعزيز فرص الحصول على الرعاية الصحية في البلدان النامية، حيث يتعذّر على أكثر من ثلث السكان الحصول على الأدوية الأساسية. ومن سُبل تحقيق ذلك دمج الطب الشعبي في النظام الصحي الرسمي، مما يضمن تحسين المأمونية ومتابعة المرضى بشكل ملائم.
وما فتئ الطب الشعبي يزداد شيوعاً في البلدان الصناعية، حيث يمكن الآن اقتناء العديد من منتجات ذلك الطب بحرية تامة.
وبالإضافة إلى الهواجس المرتبطة بالمأمونية والنوعية يثير الطب الشعبي أيضاً مسائل تتصل بحماية التنوع البيولوجي (بسبب الإفراط في زرع المواد الخام اللازمة للأدوية العشبية وغيرها من المنتجات)، وبحماية المعارف التقليدية التي تزخر بها المجتمعات المحلية.

## الاستراتيجية العالمية للطب الشعبي
وهي وثيقة وضعتها منظمة الصحة العالمية كاستراتيجية لفترة 2002-2005 وتتألف من 70 صفحة تقريبًا، ويوجد على موقع المنظمة نسخة مترجمة إلى اللغة العربية.
تبدأ الوثيقة بالنقاط الرئيسية التي تعرف الطب الشعبي وتدرس استعماله الواسع والمتنامي، وأسباب هذا الاستخدام الواسع، وتقارن بين الحماس المبالغ فيه والشك غير المبرر، وتتحدث عن التحديات في تطوير الطب الشعبي، وماهية دور منظمة الصحة العالمية، وعن شبكة العمل وعن إستراتيجية التنفيذ.
ومن فصول الوثيقة: التحديات: من حيث السياسة الوطنية وقضايا السلامة والجودة وإتاحة الطب الشعبي للمحتاجين بكلفة ميسورة، والاستعمال المرشد. فصل الدور الحالي لمنظمة الصحة العالمية: تطوير الطب الشعبي ودمجه مع الأنظمة الصحية الوطنية، التأكيد على الطب الشعبي المناسب والسليم والفعال، زيادة إتاحة المعلومات عن الطب الشعبي. فصل الموارد الوطنية والدولية للطب الشعبي: وكالات الأمم المتحدة، المنظمات الدولية، المنظمات غير الحكومية، الروابط المهنية العامة، الروابط المهنية الدولية والوطنية، المبادرات النوعية ..خطة العمل: السياسة، السلامة، الإتاحة والتيسير، الاستعمال المرشد..
منسقة فريق العمل للطب الشعبي من قسم السياسة الدوائية والأدوية الأساسية في منظمة الصحة العالمية هي الدكتورة زيوري زانغ، وقد صدرت هذه الوثيقة بعبارة:
هذه أول استراتيجية عالمية حول الطب الشعبي لمنظمة الصحة العالمية وقد وضعت مسودتها عقب مشاورات موسعة، وإن هناك الكثير من التعديلات والتغييرات على المستوى الإقليمي قد تكون ضرورية لكي تأخذ الإخراجات على هذا المستوى أهمية ذات قيمة في استخدام الطب الشعبي والطب البديل والتكميلي . وبالإضافة إلى ذلك يجب ملاحظة صعوبات فيما يتعلق بالمصطلحات الدقيقة لوصف المعالجات والمنتجات الخاصة بهذا النوع من الطب، وكثيراً ما تشكل مصدوقية المعطيات المتعلقة بالموضوع مشكلة أخرى، وإن المنهجيات في جمع المعطيات لا تعتمد الدراسات المقارنة، وليست ذات متثابتات واضحة ومحددة.
ومن المؤسف أن المنطقة العربية هي أقل المناطق مساهمة في وضع هذه الوثيقة والأبحاث التابعة لهذا المجال الواعد في الطب صحياً واقتصادياً؛ رغم كثرة الحديث عن الطب الشعبي فيها وكثرة الممارسات بغض النظر عن نجاعتها وسلامتها.
ومن المعلومات المفيدة في هذه الوثيقة التنبيه إلى سعة انتشار ممارسة الطب الشعبي والبديل في دول العالم كافة بما فيها الدول الغربية، فبلغت نسبة السكان الذين يستخدمون الطب البديل مرة على الأقل 48% في أستراليا، و70% في كندا، و42% في الولايات المتحدة، و75% في فرنسا. وهذا يترافق مع انفاق هائل على سوق الطب البديل؛ 2700 مليون $ في الولايات المتحدة مثلاً . وينتشر الطب الشعبي في الدول الفقيرة بسبب توفره وقلة كلفته في حين أن انتشاره في الدول المتقدمة يعزى لظهور الآثار الضائرة للأدوية الكيماوية والشك حول أساليب تسويق الأدوية.
والجدل حول الطب الشعبي شديد وغير منطقي أحياناً فهنالك من يرفض متابعة أدوية عشبية تقوي المناعة حتى عند مرض الإيدز بحجة أن ذلك يصرف النظر عن معالجات أكثر جدوى، وعلى المستوى القانوني نجد أن 25 دولة فقط من أصل 191 دولة عضو في منظمة الصحة العالمية طورت سياسات تعتني بالطب البديل.
وتلفت الوثيقة النظر إلى القدرات الكامنة والواعدة في كثير من مناحي الطب الشعبي ولكن قلة إجراء الأبحاث حولها أحاط آثارها الجانبية بالغموض وتعسر تحديد الممارسات الأكثر سلامة وفعالية.
ولاحظت الوثيقة أن هنالك دراسات مطبوعة وغير مطبوعة عن الطب الشعبي في مختلف البلاد ولكن من الواجب الحث على أبحاث السلامة والنجاح مع التأكيد على ضرورة تحقيق النوعية في البحث .
وهذا الأمر يدفعنا إلى تأكيد الدور المهمش لوزارات الصحة والتعليم العالي والزراعة، وكليات الطب والصيدلة والزراعة في متابعة أبحاث الطب الشعبي علمياً بالتعاون مع المراكز الدولية وعدم ترك الأمر بيد الهواة وغير المختصين.
ومن نجاحات الطب الشعبي المؤكدة استعمال الوخز بالإبر لإزالة الألم واستعمال الأرطُماسيا السنوية Artimesa annua في علاج الملاريا واستعمال عشبة القديس جون لتدبير الاكتئاب الخفيف والمتوسط دون حدوث الآثار الجانبية المعهودة لمضادات الاكتئاب.
ومن الجداول المهمة جدول:
الحاجات الأساسية لضمان السلامة والنجاعة والجودة في الطب الشعبي البديل والتكميلي؛ فقرة المستوى الوطني:
- تنظيم وتسجيل وطني للأدوية العشبية
- مراقبة السلامة للأدوية العشبية وغيرها
- دعم البحوث السريرية
- وضع معايير وطنية ومنهجيات ودلائل تقنية لتقييم السلامة والنجاعة والجودة
- وضع دستور للأدوية الوطنية ودراسة النباتات الطبية

وهذه الوثيقة هي واحدة من العديد من الوثائق النافعة والمهمة التي تنشرها منظمة الصحة العالمية بخصوص الطب الشعبي؛ فمن الوثائق المهمة كتب أفرودات نباتات طبية مختارة أعدها مائة خبير من أربعين بلداً وقد صدر ثلاث مجلدات منها حتى الآن ونشرت مجلة خدمة المعلومات الدوائية فقرات مختارة لبعض النباتات المذكورة فيها، ومن الوثائق المهمة دراسات قانونية عن الطب الشعبي، وغيرها.